# Innertällmo
Innertällmo ist ein Dorf in der Gemeinde Örnsköldsvik in der schwedischen Provinz Västernorrlands län beziehungsweise der historischen Provinz Ångermanland, gut 60 Kilometer Luftlinie nordwestlich von Örnsköldsvik und drei Kilometer südwestlich des Stor-Uttersjön, der Quelle des Utterån.